# Smetlede
Smetlede is een dorp in de Belgische provincie Oost-Vlaanderen en een deelgemeente van de gemeente Lede, het was een zelfstandige gemeente tot aan de gemeentelijke herindeling van 1977. Smetlede ligt in de Denderstreek.

## Geschiedenis
Op het grondgebied van Smetlede werden sporen aangetroffen uit de Midden-bronstijd en uit de Romeinse periode.
Smetlede werd voor het eerst vermeld in 1017 als Smitteletha. Waarschijnlijk een samenvoeging van smidse en helling.
Sinds het begin van de leenroerigheid tot het einde van de 18e eeuw, toen het feodalisme werd afgeschaft, maakte Smetlede deel uit van de Heerlijkheid van Oordegem. Het patronaatsrecht hoorde toe aan de Gentse Sint-Pietersabdij. De bestuurlijke scheiding met Oordegem vond plaats op 17 januari 1793. In 1802 werd Smetlede een zelfstandige parochie.

## Demografische ontwikkeling
- Bronnen:NIS, Opm:1831 tot en met 1970=volkstellingen; 1976 = inwoneraantal op 31 december

## Bezienswaardigheden

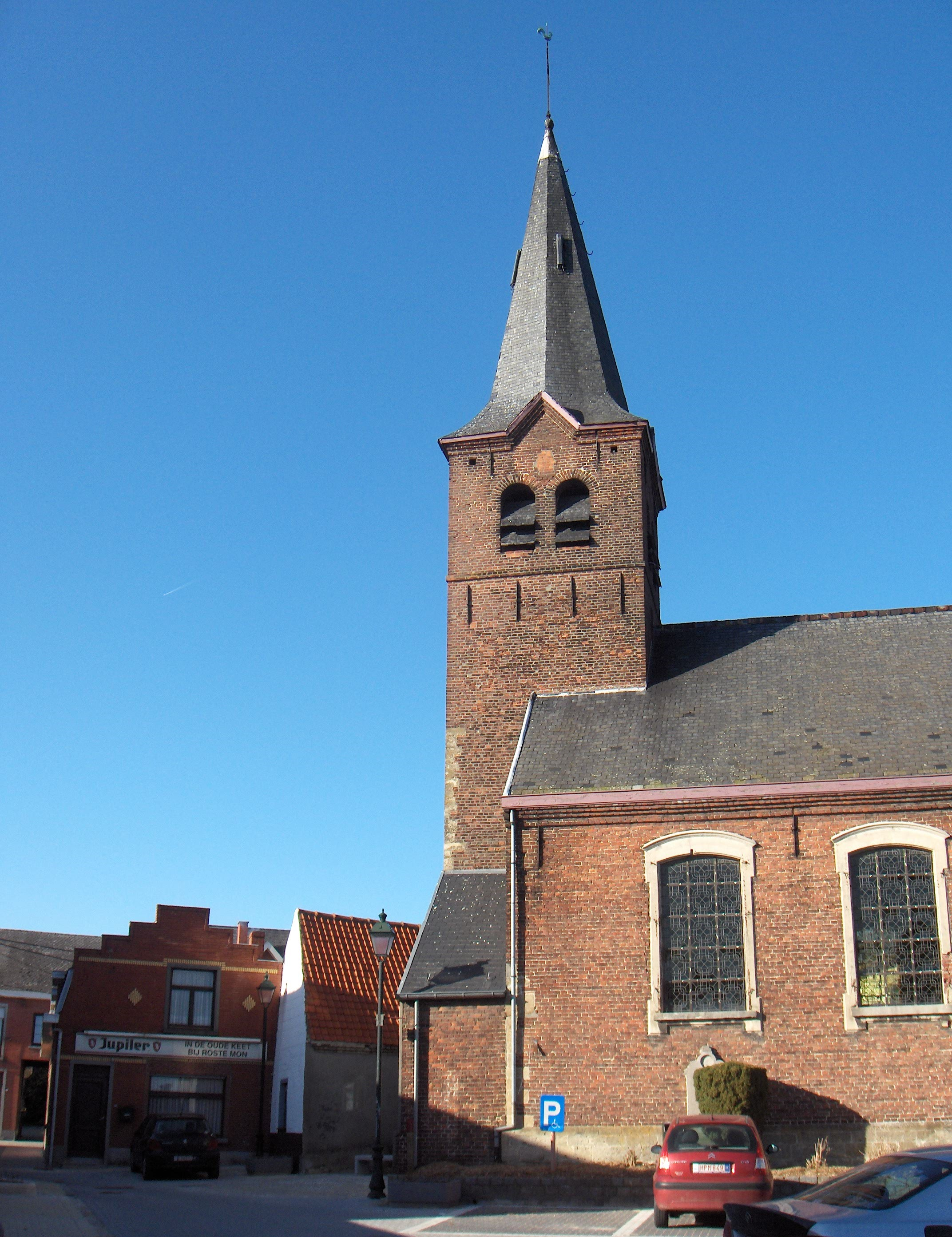
Sint-Veerlekerk

- De huidige Sint-Veerlekerk dateert deels uit 1824 (schip en toren) en 1897 (koor en kruisbeuk). De patroonheilige, Sint-Pharaïldis (ook: Farahilde of Veerle), wordt aangeroepen tegen ziekten van het pluimvee.

## Natuur en landschap
Smetlede ligt in Zandig- en Zandlemig Vlaanderen. De hoogte bedraagt 13-37 meter.
De Wellebeek die er stroomt behoort tot het stroomgebied van de Molenbeek.

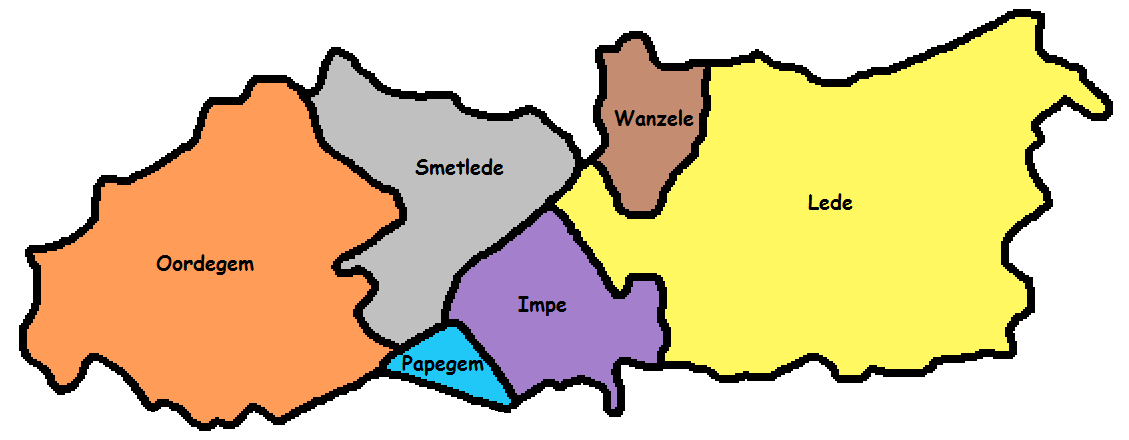
Ligging van Smetlede in de gemeente Lede

## Brouwerij
Brouwerij Basanina, actief sedert 2015 is gevestigd in Smetlede. Het eerste bier 'Saison du Lucien' was opgedragen aan wielerheld Lucien Van Impe die in de aangrenzende gemeente Impe woont. Voorts brouwt men een gamma bieren onder de merknaam 'Père Glorieux' (blond, tripel en bruin) die opgedragen zijn aan wijlen pastoor Stefaan Modest Glorieux. Ter gelegenheid van het 1000-jarig bestaan van het dorp werd in 2017 het amberkleurig bier 'Smitteletha' in het leven geroepen en onder dezelfde merknaam kwam er wat later ook een blonde variant bij. Intussen zijn echter ook de 'Père Totale' quadrupel (won in 2019 goud op de European Beer Challenge in Londen) en het 'Macharius' speciaalbier maar ook Lentenon gekende streekbieren. De degustatieruimte en het terras van de brouwerij zijn ieder weekend voor het publiek geopend.

## Sport
In Smetlede speelt de voetbalclub FC Smetlede.

## Bekende inwoners
- Modestus Stephanus Glorieux

## Nabijgelegen kernen
Impe, Serskamp, Oordegem, Papegem
Deelgemeenten: Impe · Lede · Oordegem · Smetlede · Wanzele

Gehucht: Papegem

Belgische gemeenten · Arrondissement Aalst · Oost-Vlaanderen · Vlaanderen